# 블라디미르 일린

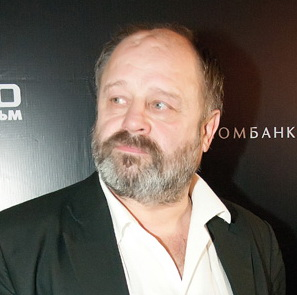

블라디미르 아돌포비치 일린(러시아어: Владимир Адольфович Ильин, 1947년 11월 16일 ~ )은 소련의 배우이다. 예카테린부르크에서 태어났다.

## 영화
- 스페이스 워커 (2017년) - 세르게이 역
- 신이 되기는 어렵다 (2013년)
- 위선의 태양 2 (2010년)
- 대장 부리바 (2009년)
- 6호실 (2009년)
- 레닌그라드: 900일간의 전투 (2009년) - 맬리닌 역
- 사라진 제국 (2008년)
- 플러스 1 (2008년)
- 허공 위의 토끼 (2006년)
- 원격 접속 (2004년)
- 대위의 딸 (2000년)
- 크루스탈리오프, 나의 차! (1998년)
- 러브 오브 시베리아 (1998년)
- 사랑의 요리사 (1996년)
- 검은 베일 (1995년)
- 검은 물 위에 (1993년)
- 흑백 (1992년)
- 거울 속의 투영 (1992년)
- 배스커빌가의 개 (1981년)
- 페어런츠 데이 (1981년)